# Brudna Mary, świrus Larry
Brudna Mary, świrus Larry – amerykański film drogi z 1974 roku w reżyserii Johna Hougha.

## Fabuła
Larry szantażując kierownika supermarketu, którego rodzinę przetrzymuje wspólnik Larry'ego, zabiera pieniądze przeznaczone na wpłaty do kas. Nieoczekiwanie w ucieczce przeszkadza mu Mary, która zabrała kluczyki od samochodu, prosząc, aby zabrał ją ze sobą. Ten się zgadza i razem odbierają wspólnika. Gdy kierownik sklepu orientuje się, że jego rodzina jest już bezpieczna, powiadamia policję i rozpoczyna się pościg za przestępcami.

## Nawiązania
- Quentin Tarantino nawiązał do tego filmu w Jackie Brown, gdzie Melanie (grana przez Bridget Fondę, córkę Petera) ogląda jego fragment oraz w Grindhouse: Death Proof podczas rozmowy bohaterów[1]. Tytuł filmu pojawia się również w tekście piosenki „High Plains Drifter” z płyty Paul’s Boutique zespołu Beastie Boys.